# Dichaetocoris merinoi
Dichaetocoris merinoi är en insektsart som beskrevs av Knight 1968. Dichaetocoris merinoi ingår i släktet Dichaetocoris och familjen ängsskinnbaggar. Inga underarter finns listade i Catalogue of Life.